# Media Molecule
Media Molecule is een Brits computerspelontwikkelaar gevestigd in Guildford in Surrey.  De studio werd op 4 januari 2006 opgericht door voormalige Lionhead Studios-werknemers Mark Healey, Alex Evans, David Smith en Kareem Ettouney, die al eerder samenwerkten aan Healeys indie Rag Doll Kung Fu toen ze nog werkzaam waren bij Lionhead.
Op 2 maart 2010 heeft Sony Computer Entertainment aangekondigd dat het Media Molecule gekocht heeft.

## Ontwikkelde computerspellen
| Titel              | Uitgebracht | Platform         |
| ------------------ | ----------- | ---------------- |
| LittleBigPlanet    | 2008        | PlayStation 3    |
| LittleBigPlanet 2  | 2011        | PlayStation 3    |
| Tearaway           | 2013        | PlayStation Vita |
| Tearaway Unfolded* | 2015        | PlayStation 4    |
| Dreams             | 2018        | PlayStation 4    |

* samen met Tarsier Studios.

### Samenwerkingen
Naast bovenstaande computerspellen wordt Media Molecule ook gecrediteerd als medewerker of co-ontwikkelaar van talrijke andere LittleBigPlanet-titels.
| Titel                       | Uitgebracht | Platform                     | Ontwikkelaar                   |
| --------------------------- | ----------- | ---------------------------- | ------------------------------ |
| LittleBigPlanet             | 2009        | PlayStation Portable         | SCE Cambridge Studio           |
| Sackboy's Prehistoric Moves | 2010        | PlayStation 3                | XDev, Supermassive Games       |
| LittleBigPlanet             | 2012        | PlayStation Vita             | Double Eleven, Tarsier Studios |
| LittleBigPlanet Karting     | 2012        | PlayStation 3                | United Front Games             |
| LittleBigPlanet 3           | 2014        | PlayStation 3, PlayStation 4 | Sumo Digital                   |